# Johann Christoph Kiesewetter
Johann Christoph Kiesewetter (* 15. März 1666 in Großbreitenbach; † 27. Mai 1744 in Weimar) war ein deutscher Pädagoge.
Kiesewetter war Sohn des Predigers Johann Kiesewetter. Er erhielt ab 1675 Schulunterricht in Arnstadt. Im Jahre 1685 bezog Kiesewetter die Universität Jena, wo er 1688 den Magistergrad erwarb.
Er war erster Rektor des Wilhelm-Ernst-Gymnasium Weimar, das 1712 gegründet wurde. In ihm wurden zu seiner Zeit sechs Schulklassen unterrichtet. Kiesewetter war bis zu seiner Ernennung zum Rektor dieser Schule als Lehrer in Arnstadt tätig. In seiner Amtszeit bis 1737 wurden in Sachsen-Weimar Schulgesetze erlassen und neue Schulbücher eingeführt. Im Jahre 1737 wurde er Gymnasialinspektor. Dieses Amt wurde neu geschaffen. Außerdem wurde Kiesewetter zum Professor ernannt. Als Konrektor stand ihm der Philologe Johann Matthias Gesner zur Seite.